# Mistrzostwa Europy w Lekkoatletyce 1982 – bieg na 200 m kobiet

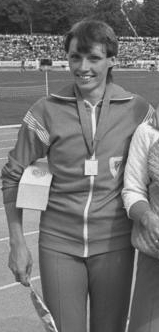
Bärbel Wöckel

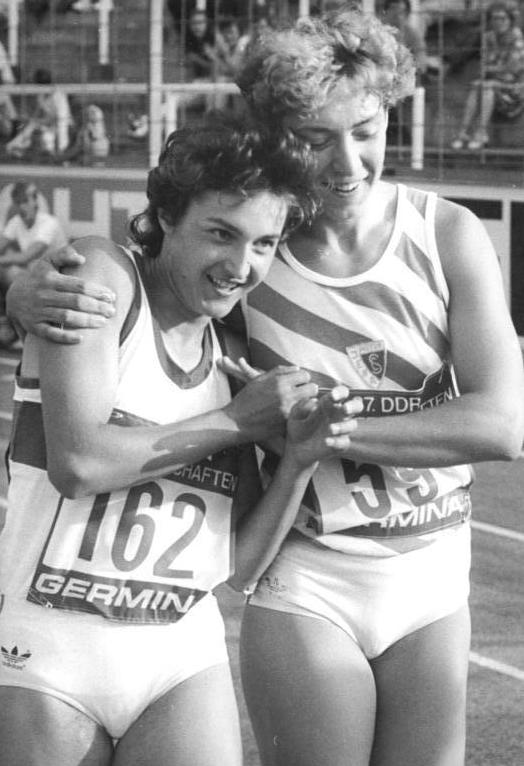
Sabine Rieger (z prawej)

Bieg na dystansie 200 metrów kobiet był jedną z konkurencji rozgrywanych podczas XIII mistrzostw Europy w Atenach. Biegi eliminacyjne zostały rozegrane 8 września, a bieg finałowy 9 września 1982 roku. Zwyciężczynią tej konkurencji została reprezentantka Niemieckiej Republiki Demokratycznej Bärbel Wöckel. W rywalizacji wzięło udział szesnaście zawodniczek z ośmiu reprezentacji.

## Rekordy
| Rekord świata     | Marita Koch (GDR)     | 21,71 | Karl-Marx-Stadt, NRD | 10.06.1979 |
| Rekord Europy     | Marita Koch (GDR)     | 21,71 | Karl-Marx-Stadt, NRD | 10.06.1979 |
| Rekord mistrzostw | Irena Szewińska (POL) | 22,51 | Rzym, Włochy         | 06.09.1974 |

## Wyniki

### Eliminacje
Rozegrano dwa biegi eliminacyjne. Do finału awansowały po cztery najlepsze zawodniczki każdego biegu (Q).
Bieg 1
| Miejsce | Zawodniczka        | Czas  | Uwagi |
| ------- | ------------------ | ----- | ----- |
| 1       | Bärbel Wöckel      | 22,81 | Q     |
| 2       | Kathy Smallwood    | 22,97 | Q     |
| 3       | Liliane Gaschet    | 23,21 | Q     |
| 4       | Anelija Nunewa     | 23,35 | Q     |
| 5       | Iryna Olchownikowa | 23,46 |       |
| 6       | Joan Baptiste      | 23,84 |       |
| 7       | Heike Schmidt      | 23,88 |       |
| 8       | Mona Evjen         | 23,96 |       |

Bieg 2
| Miejsce | Zawodniczka            | Czas  | Uwagi |
| ------- | ---------------------- | ----- | ----- |
| 1       | Sabine Rieger          | 22,90 | Q     |
| 2       | Gesine Walther         | 22,90 | Q     |
| 3       | Beverley Callender     | 22,96 | Q     |
| 4       | Marie-Christine Cazier | 23,39 | Q     |
| 5       | Heidi-Elke Gaugel      | 23,45 |       |
| 6       | Jelena Kielczewska     | 23,59 |       |
| 7       | Marisa Masullo         | 23,74 |       |
| 8       | Ute Finger             | 23,85 |       |

### Finał
| Miejsce | Zawodniczka            | Czas  | Uwagi |
| ------- | ---------------------- | ----- | ----- |
| 1       | Bärbel Wöckel          | 22,04 | CR    |
| 2       | Kathy Smallwood        | 22,33 |       |
| 3       | Sabine Rieger          | 22,51 |       |
| 4       | Gesine Walther         | 22,60 |       |
| 5       | Beverley Callender     | 22,91 |       |
| 6       | Anelija Nunewa         | 22,93 |       |
| 7       | Liliane Gaschet        | 22,97 |       |
| 8       | Marie-Christine Cazier | 23,08 |       |